# Анибар (округ)
Ани́бар (англ. Anibare) — округ (единица административного деления) Науру. Расположена в восточной части острова. Площадь 3,14 км², население 160 человек (по состоянию на 2005 год).
В округе лучший пляж на острове, с белым коралловым песком, расположенный на побережье залива Анибар. Это лучшее место на острове для плавания и занятий сёрфингом является главным туристическим объектом острова. На побережье расположена гостиница «Мененг» (принадлежит государству). На берегу залива Анибар в 2000 году построен порт Анибар.
В западной части округа расположены отвалы, образовавшиеся при добыче фосфоритов.
Округ Анибар входит в состав избирательного округа Анабар.

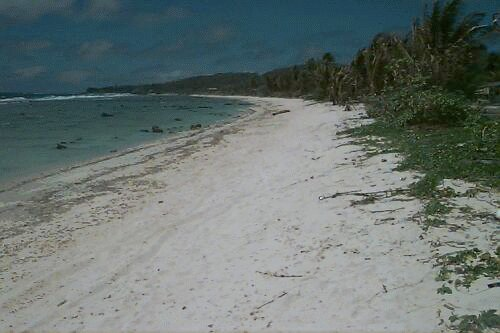
Залив Анибар (вид с севера)